# Microthyris helcitalis
Microthyris helcitalis är en fjärilsart som beskrevs av Walker 1859. Microthyris helcitalis ingår i släktet Microthyris och familjen Crambidae. Inga underarter finns listade i Catalogue of Life.